# Pyhäjärvi (sjö i Finland, Norra Österbotten, lat 66,13, long 29,13)
Pyhäjärvi är en sjö i Finland. Den ligger i kommunen Kuusamo i landskapet Norra Österbotten, i den nordöstra delen av landet, 700 km norr om huvudstaden Helsingfors. Pyhäjärvi ligger 286,6 meter över havet. Den är 40,58 meter djup. Arean är 2,15 kvadratkilometer och strandlinjen är 12,71 kilometer lång. Sjön  ingår i Koundaälvens huvudavrinningsområde.   Den sträcker sig 2,0 kilometer i nord-sydlig riktning, och 4,2 kilometer i öst-västlig riktning.
I övrigt finns följande vid Pyhäjärvi:
- Pyhätunturi (en kulle)
- Rukajärvi (en sjö)